# جریره (اسلام)
جَریره، اصطلاحی اسلامی است به شکل ترکیب «ولاء ضمان جریره» به کار رفته‌است. این واژه در اصطلاح فقهی به معنای ارتباط بین دو نفر از طریق پیوند عقد است. در منابع اهل سنت، این واژه به صورت «ولاء موالات» به همین معنا به کار رفته‌است. بر اساس فقه اسلامی هر گاه دو فرد این عقد را بخوانند، پرداخت دیه و ارث بردن یکی از متعاقدین از دیگری لزوم شرعی پیدا می‌کند.

## اشتقاق ادبی
از نظر اشتقاق ادبی، این واژه از ریشه «ج‌رر» در زبان عربی منشق شده‌است و به معنای کشیدن و گستردن چیزی است. واژه جریره به معنای جنایت و گناه نیز به کار رفته‌است که به جهت انشقاق از همین ماده‌است. بر این اساس گناه چیزی است که شخص به سوی خود می‌کشد.

## ریشه تاریخی
یکی از سنت‌های رایج در نظام اخلاقی در قبایل عرب پیش از اسلام، پیمان تناصر بوده‌است که اسبابی چون تحالف (هم قسم شدن) داشته‌است. بر اساس این پیمان، رابطه توارث بین دو فرد کاملا بیگانه، برقرار ساخته می‌شد. پس از ظهور اسلام در منطقه عربستان و با تاکید آموزه‌های اسلامی بر لزوم رعایت عهد و پیمان‌ها؛ این سنت در قالب یک عقد و با اصلاحاتی تایید شد. پس از گسترش سرزمین‌های اسلامی و پدید آمدن روابط میان عرب‌ها با اقوام مختلف در منطقه، هم‌پیمانی در فرهنگ اسلامی و منطقه‌ای ابعاد جدید به خود گرفت و زمینه‌هایی برای ایجاد تفاهم و پیوند میان قبایل و اقوام مختلف عرب شد. در عصر پیامبر اسلام و صحابه، از این موارد روایات بسیاری گزارش شده‌است؛ اما در دوره تابعان اختلاف‌های بسیاری در این خصوص گزارش شده‌است.

## در قرآن
بنابر گزارش‌هایی عقد یمین در آیه «والذین عقدت ایمانکم فاتوهم نصیبهم» در سوره نساء،‌ اشاره به عقد جریره دارد.

## در فقه
در خصوص حوزه ولایت این عقد، بحث و اختلاف‌هایی در منابع دیده می‌شود. در این خصوص و در دوره تابعان، ابارهیم نخعی و عامر شعبی به عنوان نماینده دو گرایش مسعودی و علوی، بر سر این موضوع دچار اختلافی شدند و بنابر نظر ابراهیم نخعی، «اگر کافری به دست مسلمانی اسلام بیاورد و عقد ولاء بین آن دو منعقد شود، در صورتی که آن نومسلمان مرتکب جنایت شد، فرد هدایت‌کنندۀ او موظف است دیۀ جنایت را پرداخت کند و در مقابل از او ارث ببرد. همچنین مادام که دیه را پرداخت نکرده، می‌تواند ولاء را به دیگری واگذار کند و در صورت پرداخت دیه، حق واگذاری به غیر را ندارد.» در دیدگاه مقابل، عامر معتقد بود چنین ولایی شرعی نیست و ولا منحصر به عتق است.
سفیان ثوری باور داشت که صرف اسلام آوردن کافر به دست مسلمان و بدون عقد بخصوصی، این رابطه ولاء را ایجاد می‌کند و در صورت نبودن وارث، ارث ثابت می‌شود. همچنین اعتقادی از عالمان سنی مذهب دیگری چون ابن مبارک و اسحاق بن راهویه نیز گزارش شده‌است. با این وجود سرخسی معتقد است که این ولاء جریره تنها منتسب به روافض است. در مکتب فقهی امامیه علاوه بر روایاتی که ذیل آیه چهارم سوره نساء گزارش شده‌است، به صراحت از عقد ولاء ضمان جریره نیز یاد شده‌است و به آن تاکید شده‌است. در فقه امامیه، مشروعیت عقد ضمان جریره و ثبوت ارث از طریق آن حکمی اجماعی است و اخبار پرشماری بر آن دلالت دارد. امروزه نیز برخی از فقهای شیعه، در خصوص احکام مربوط به بیمه، از این ماده فقهی استفاده می‌کنند.